# Xô viết Tối cao Azerbaijan
Xô viết Tối cao Cộng hòa Xã hội chủ nghĩa Xô viết Azerbaijan, sau này đổi tên thành Hội đồng Tối cao Cộng hòa Azerbaijan từ năm 1991 cho đến khi giải tán vào năm 1995, là Xô viết tối cao (cơ quan lập pháp chính) của Cộng hòa Xã hội chủ nghĩa Xô viết Azerbaijan, và sau này là Cộng hòa Azerbaijan. Năm 1994, Hội đồng Tối cao được đổi tên thành Quốc hội (Milli Mejlis) và chính thức giải tán vào ngày 12 tháng 11 năm 1995 khi chế độ bán tổng thống được thực hiện. 

## Lịch sử
Trong phiên họp cuối cùng của Nghị viện Cộng hòa Dân chủ Azerbaijan vào ngày 27 tháng 4 năm 1920, dưới áp lực của Tập đoàn quân Hồng quân số 11 của những người Bolshevik và tối hậu thư từ Ủy ban Kavkaz của Đảng Cộng sản Nga đang tiến hành xâm lược Azerbaijan, các nghị viên đã quyết định giải tán chính phủ và ủng hộ những người Bolshevik để tránh đổ máu. Sau khi những người Bolshevik lên nắm quyền, họ đã xóa bỏ các cấu trúc của chính phủ Azerbaijan cũ và thành lập Ủy ban Cách mạng Lâm thời Azerbaijan do những người cộng sản Azerbaijan là Nariman Narimanov, Aliheydar Garayev, Gazanfar Musabekov, Hamid Sultanov và Dadash Bunyadzade điều hành. Những người Bolshevik đã bãi bỏ Quân đội Azerbaijan, hành quyết các tướng lĩnh và sĩ quan, đồng thời quốc hữu hóa công nghiệp tư nhân.
Vào tháng 5 năm 1921, phiên họp Xô viết toàn Azerbaijan đầu tiên gồm các đại biểu mới được bầu từ các khu vực của Azerbaijan đã diễn ra tại Baku. Các đại biểu chủ yếu xuất thân từ những công nhân nhà máy và dân làng nghèo, thiếu học thức, không được đào tạo, tạo điều kiện cho chính quyền trung ương Moskva cai trị. Phiên họp đầu tiên thành lập Ủy ban Điều hành Trung ương Azerbaijan gồm 75 thành viên và ban thường vụ gồm 13 thành viên. Từ năm 1921 đến năm 1937, chín phiên họp của Xô viết toàn Azerbaijan đã diễn ra. Năm 1937, trong kỳ họp thứ 9 của Xô viết toàn Azerbaijan, Hiến pháp Cộng hòa Xã hội chủ nghĩa Xô viết Azerbaijan mới đã được phê chuẩn và thành lập cơ quan lập pháp mới, Xô viết Tối cao Cộng hòa Xã hội chủ nghĩa Xô viết Azerbaijan.
Cuộc bầu cử đầu tiên của Xô viết Tối cao diễn ra vào ngày 24 tháng 6 năm 1938. Trong số 310 đại biểu được bầu, có 107 đại biểu là công nhân, 88 đại biểu là nông dân tập thể và 115 công chức có trình độ học vấn. 72 đại biểu là phụ nữ. Do bản chất chuyên quyền của chế độ Xô viết, nơi hầu hết các sáng kiến mới đều bị phản đối, nên nghị viện hoạt động hầu như không có hiệu quả. Do nhiều cuộc cải cách và tái cấu trúc trong chính phủ của Cộng hòa Xã hội chủ nghĩa Xô viết Azerbaijan trong những năm 1970–1980, vai trò của Xô viết Tối cao đã cải thiện. Nhiều cải cách lập pháp đã được thông qua, bao gồm việc phê chuẩn Hiến pháp Cộng hòa Xã hội chủ nghĩa Xô viết Azerbaijan mới vào năm 1977. Khi Cộng hòa Xã hội chủ nghĩa Xô viết Armenia yêu cầu sáp nhập tỉnh tự trị Nagorno-Karabakh của Azerbaijan vào lãnh thổ Armenia, Xô viết Tối cao tỏ ra thụ động và thờ ơ. Ngày 18 tháng 10 năm 1991, Xô viết Tối cao đã thông qua nghị quyết về việc khôi phục độc lập của Azerbaijan.

## Danh sách các khóa Xô viết Tối cao Azerbaijan
- Xô viết Tối cao khóa I (1938–1946)
- Xô viết Tối cao khóa II (1947–1950)
- Xô viết Tối cao khóa III (1951–1954)
- Xô viết Tối cao khóa IV (1955–1959)
- Xô viết Tối cao khóa V (1959–1962)
- Xô viết Tối cao khóa VI (1963–1966)
- Xô viết Tối cao khóa VII (1967–1970)
- Xô viết Tối cao khóa VIII (1971–1975)
- Xô viết Tối cao khóa IX (1975–1979)
- Xô viết Tối cao khóa X (1980–1984)
- Xô viết Tối cao khóa XI (1985–1990)
- Xô viết Tối cao khóa XII (1991–1995)

## Danh sách chủ tịch
| STT                                       | Chân dung                                 | Họ và tên (Năm sinh-năm mất)              | Bắt đầu nhiệm kỳ                          | Kết thúc nhiệm kỳ                         | Đảng chính trị                            |
| Chủ tịch Xô viết Tối cao/Hội đồng tối cao | Chủ tịch Xô viết Tối cao/Hội đồng tối cao | Chủ tịch Xô viết Tối cao/Hội đồng tối cao | Chủ tịch Xô viết Tối cao/Hội đồng tối cao | Chủ tịch Xô viết Tối cao/Hội đồng tối cao | Chủ tịch Xô viết Tối cao/Hội đồng tối cao |
| ----------------------------------------- | ----------------------------------------- | ----------------------------------------- | ----------------------------------------- | ----------------------------------------- | ----------------------------------------- |
| 1                                         |                                           | Mir Teymur Yagubov (1904–1970)            | 18 July 1938                              | 7 April 1941                              | CPSU                                      |
| 2                                         |                                           | Aziz Aliyev (1896–1962)                   | 7 April 1941                              | 6 March 1944                              | CPSU                                      |
| 3                                         |                                           | Sultan Gafarzade (1908–1955)              | 6 March 1944                              | 22 March 1947                             | CPSU                                      |
| 4                                         |                                           | Yusif Yusifov (1906–1995)                 | 22 March 1947                             | 26 March 1951                             | CPSU                                      |
| 5                                         |                                           | Aghamirza Ahmadov (1905–1964)             | 26 March 1951                             | 18 April 1953                             | CPSU                                      |
| 6                                         |                                           | Mustafa Topchubashov (1895–1981)          | 18 April 1953                             | 25 March 1955                             | CPSU                                      |
| 7                                         |                                           | Abdulla Bayramov (1912–1977)              | 25 March 1955                             | 23 January 1958                           | CPSU                                      |
| 8                                         |                                           | Mirza Ibrahimov (1911–1993)               | 23 January 1958                           | 25 March 1959                             | CPSU                                      |
| 9                                         |                                           | Gazanfar Jafarli (1920–?)                 | 25 March 1959                             | 26 November 1959                          | CPSU                                      |
| 10                                        |                                           | Ali Taghizade (1883–1966)                 | 26 November 1959                          | 29 March 1963                             | CPSU                                      |
| 11                                        |                                           | Mammad Dadashzade (1904–1975)             | 29 March 1963                             | 5 April 1967                              | CPSU                                      |
| 12                                        |                                           | Mustafa Topchubashov (1895–1981)          | 5 April 1967                              | 1 July 1971                               | CPSU                                      |
| 13                                        |                                           | Suleyman Rustamzade (1906–1989)           | 1 July 1971                               | 10 June 1989                              | CPSU                                      |
| 14                                        |                                           | Elmira Gafarova (1934–1993)               | 18 May 1990                               | 5 March 1992                              | CPSU                                      |
| 15                                        |                                           | Yagub Mammadov (born 1941)                | 5 March 1992                              | 18 May 1992                               | None                                      |
| 16                                        |                                           | Isa Gambar (born 1957)                    | 18 May 1992                               | 15 June 1993                              | Musavat                                   |
| 17                                        |                                           | Heydar Aliyev (1923–2003)                 | 15 June 1993                              | 5 November 1993                           | New Azerbaijan Party                      |
| 18                                        |                                           | Rasul Guliyev (born 1947)                 | 5 November 1993                           | 12 November 1995                          | None                                      |